# Communications of the ACM
Communications of the ACM (CACM) è una delle maggiori riviste mensili dell'Association for Computing Machinery. CACM è inviata a tutti i membri dell'ACM. Ha iniziato le pubblicazioni nel 1957. Gli articoli sono rivolti a lettori con un solido background nelle aree dell'informatica. L'obiettivo è sul materiale pratico e ACM pubblica anche una varietà di diverse altre riviste.